# Daniel Coke
Daniel Parker Coke (17 de juliol del 1745 – 6 de desembre del 1825) va ser un advocat i diputat anglès.

## Biografia
Coke va ser l'únic fill de Thomas Coke (1700-1776), un advocat, i Matilda Goodwin (1706-1777). Va pertànyer a una antiga família de Derbyshire, els Cokes de Trusley. Va ser educat a la Derby School, al Queen's College d'Oxford i a l'All Souls College, també d'Oxford. Es va graduar els anys 1769 i 1772.
Coke va obtenir el títol d'advocat el 1768, i va practicar com a tal a l'Anglaterra central. Des del 1776 al 1780 va ser diputat per Derby, i més tard, del 1780 al 1812, per Nottingham.
Des del 1793, Coke va donar suport a la política del govern britànic sobre la guerra contra França. Durant les eleccions generals de 1802 Coke ja era poc popular a Nottingham a causa del seu suport al conflicte bèl·lic, i també se l'acusava d'alts preus dels aliments; va perdre davant del Dr. Joseph Birch de Preston. Coke va presentar una al·legació contra el resultat i el maig de 1803 va guanyar unes noves eleccions, i tornà a fer-ho encara una altra vegada contra Birch el 1806.
Després de retirar-se del Parlament, Coke va continuar com a president de les sessions del govern de Derbyshire fins al 1818. Va morir a Derby l'any 1825 sense haver-se casat mai. Posteriorment se li va dedicar un monument a la Catedral de Derby.